# Lewarde
Lewarde (Aussprache [ləˈwaʁd]) ist eine französische Gemeinde mit 2.388 Einwohnern (Stand: 1. Januar 2022) im Département Nord in der Region Hauts-de-France. Sie gehört zum Arrondissement Douai und ist Sitz des Gemeindeverbands Communauté d’agglomération Cœur d’Ostrevent. Die Einwohner werden Lewardois und Lewardoises genannt.

## Geographie
Die Gemeinde Lewarde liegt im Nordfranzösischen Kohlerevier, etwa sechs Kilometer ostsüdöstlich von Douai in der Landschaft Ostrevent. Umgeben wird Lewarde von den Nachbargemeinden Loffre im Norden, Masny im Osten, Erchin im Süden, Roucourt im Südwesten sowie Guesnain im Westen.

## Bevölkerungsentwicklung
| Jahr                       | 1962 | 1968 | 1975 | 1982 | 1990 | 1999 | 2006 | 2012 | 2020 |
| Einwohner                  | 1689 | 1886 | 1992 | 2289 | 2768 | 2782 | 2770 | 2645 | 2418 |
| Quellen: Cassini und INSEE |      |      |      |      |      |      |      |      |      |

## Sehenswürdigkeiten
- Kirche Saint-Remi, im 16. Jahrhundert erbaut, Umbauten bis in das 19. Jahrhundert, Monument historique
- Schloss Vésignion aus dem Jahre 1765 mit Park
- Domäne Bauck aus dem 19./20. Jahrhundert
- Herrenhaus Layens
- Historisches Bergbauzentrum (Schaubergwerk)

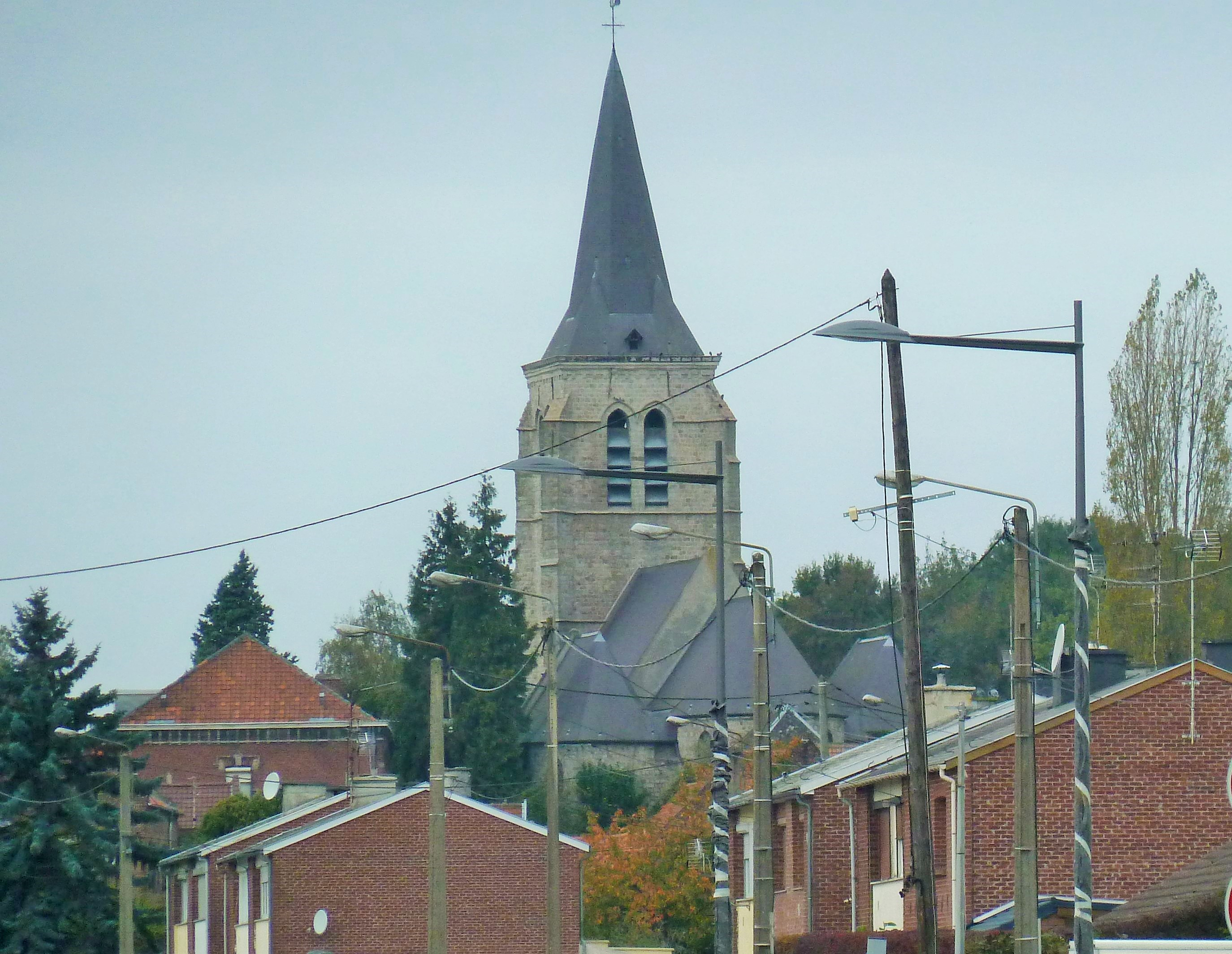
Kirche Saint-Remi
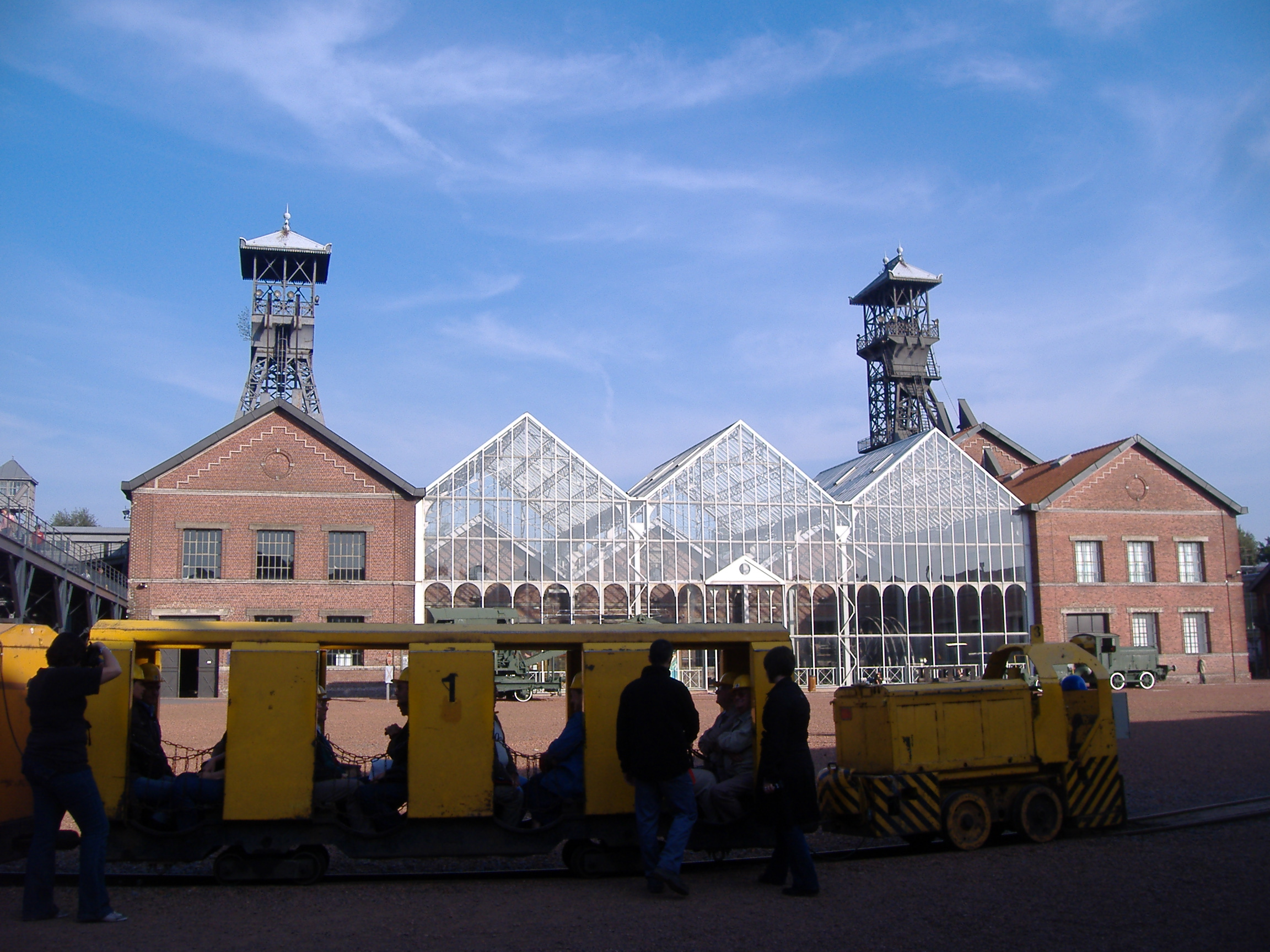
Historisches Bergbauzentrum mit der Grube Delloye
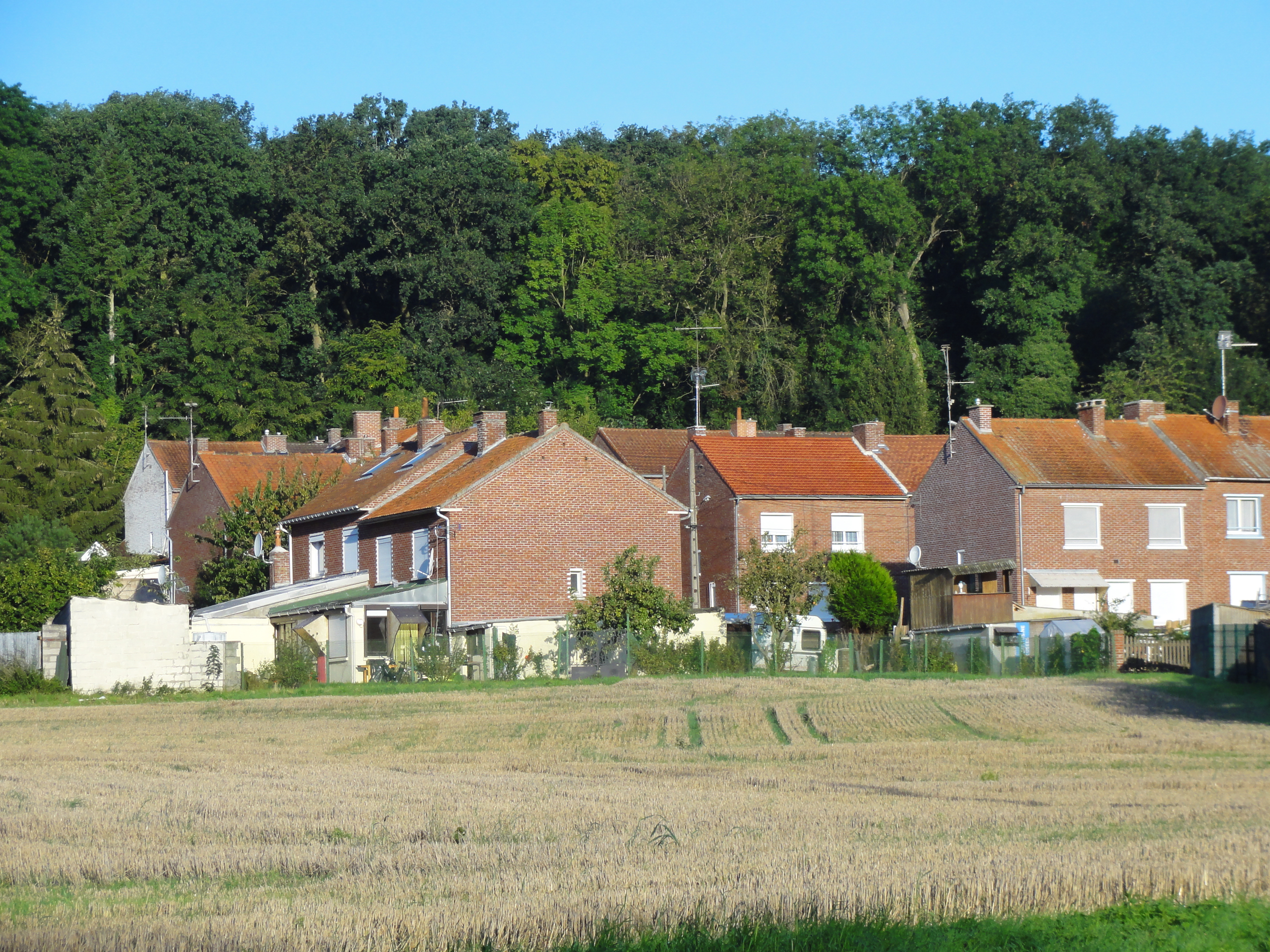
Bergarbeitersiedlung La Fosse Delloye
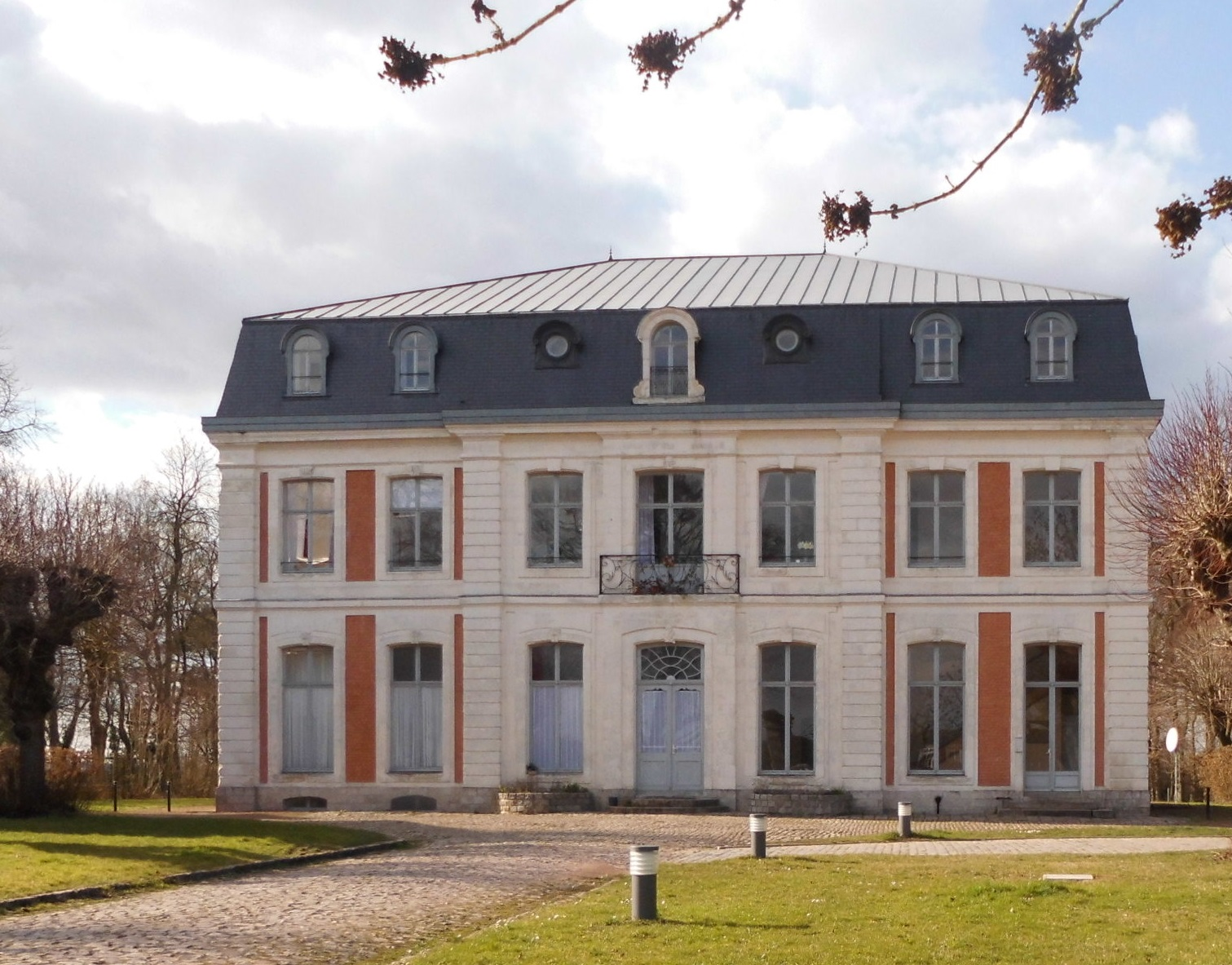
Schloss